# Schalihorn
Lo Schalihorn (3.974 m s.l.m.) è una montagna delle Alpi del Weisshorn e del Cervino nelle Alpi Pennine. È collocato nello svizzero Canton Vallese tra la Mattertal e la Val d'Anniviers.

## Caratteristiche

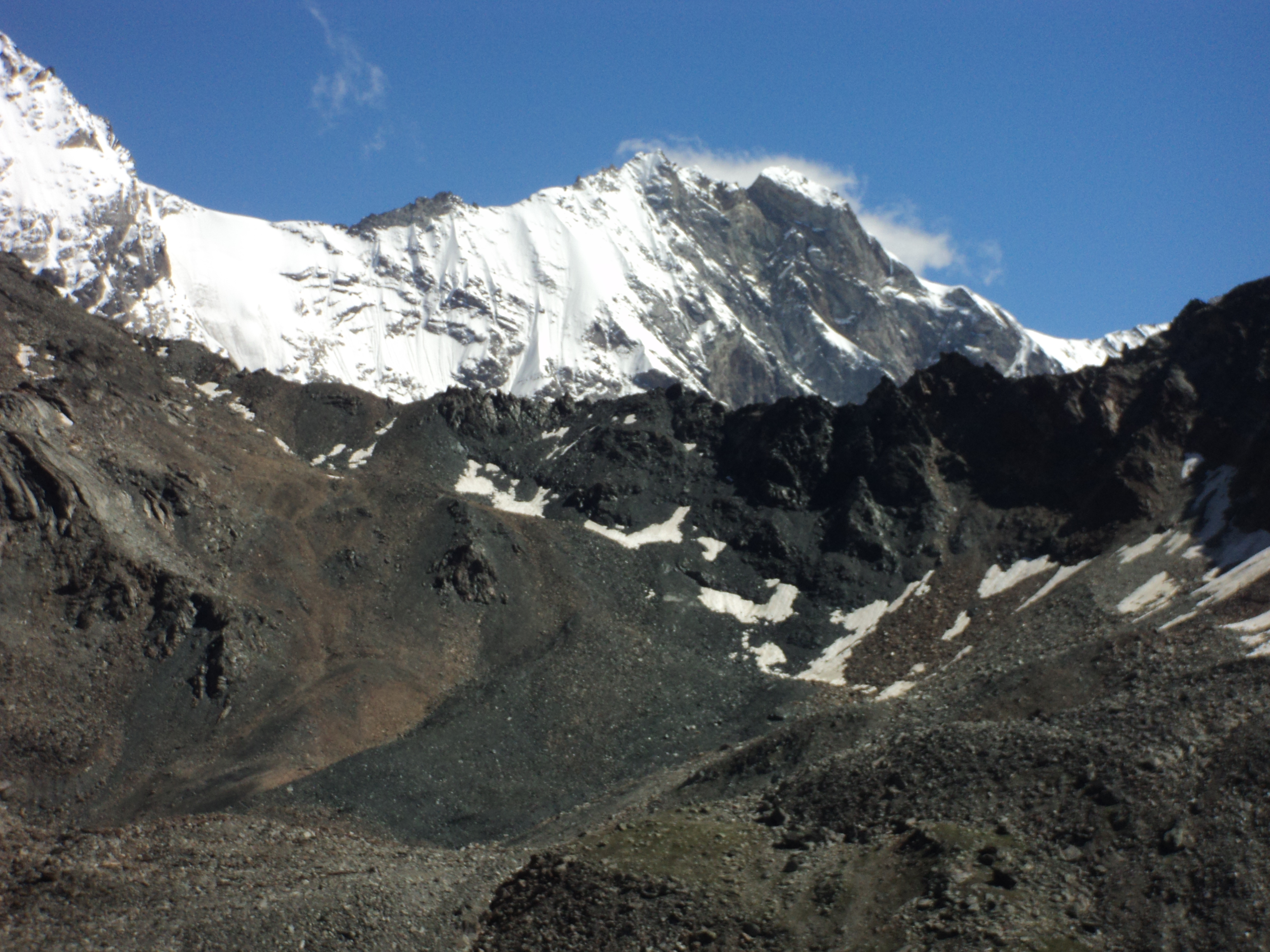
Il versante ovest della montagna visto salendo alla Cabane de Tracuit.

Si trova lungo la cresta che congiunge il Weisshorn con il Zinalrothorn; il Moming Pass (3.777 m) lo separa dal Zinalrothorn mentre il Schalijoch (3.750 m) lo divide dal Weisshorn.
La montagna fa parte della cosiddetta corona imperiale, insieme di montagne che formano un ferro di cavallo: Les Diablons (3.609 m), il Bishorn (4.153 m), il Weisshorn (4.505 m), lo Schalihorn (3.974 m), lo Zinalrothorn (4.221 m), il Trifthorn (3.728 m), l'Obergabelhorn (4.062 m), il Mont Durand (3.712 m), la Pointe de Zinal (3.790 m), la Dent Blanche (4.356 m), il Grand Cornier (3.961 m), il Pigne de la Lé (3.396 m), la Garde de Bordon (3.310 m), ed al centro di questa gigantesca parabola il Monte Besso (3.667 m).

## Salita alla vetta
La via normale di salita alla vetta parte dalla Rothornhütte.